# Lolita (brano musicale)
Lolita (serenata spagnuola a tempo di bolero) è una romanza italiana composta nel 1892 da Arturo Buzzi-Peccia e stampata da Ricordi nel 1906, l'autore l'aveva dedicata ad Enrico Caruso, per farne risaltare le notevoli doti canore, ed il tenore la registró in 78 giri nel [1908] nel New Jersey (USA).

## Storia e significato
L'autore aveva scelto di utilizzare il ritmo del bolero in relazione al contenuto della canzone che tratta il tema erotico e descrive una donna che ha il potere di conquistare totalmente un uomo grazie alla sua femminilità ispanica.
L'autore conosceva la Spagna in quanto aveva soggiornato a Valencia e a Barcellona, città dove il padre Antonio, tra il 1841 e il 1850, era stato direttore dei due teatri.